# Syndicat national indépendant de la police des compagnies républicaines de sécurité
 (décembre 2019).
Le Syndicat national indépendant de la police des compagnies républicaines de sécurité (ou SNIP des CRS) est un syndicat de police français.

## Histoire
Créé en 1948, le SNIP des CRS intègre la Fédération autonome des syndicats de police en 1969.
Joaquin Masanet devient secrétaire général du SNIP en 1980.
En 1993, la FASP s'affilie à l'Union nationale des syndicats autonomes.
En 1997, la FASP est dissoute et l'UNSA Police est créée. Joaquin Masanet en est le secrétaire général.
En 2004, l'UNSA Police change une première fois de nom et devient l'UNSA Police Le Syndicat Unique.
Le 14 janvier 2009, l'UNSA Police Le syndicat unique, démissionne de l'Union nationale des syndicats autonomes, cette dernière abordant un rapprochement avec la Confédération française de l'encadrement - Confédération générale des cadres à laquelle Alliance Police nationale est rattachée.
Le 29 avril 2009, l'UNSA Police Le syndicat unique change de nom et devient UNITE Police Le syndicat unique[réf. nécessaire].